# مايك مكتيجو
مايك مكتيجو (بالإنجليزية: Mike McTigue)‏ مواليد 26 نوفمبر 1892 في مقاطعة كلير - الوفاة 12 أغسطس 1966، كان ملاكم أيرلندي سابق صنّف ضمن فئة الوزن الثقيل.

## إحصائيات
خاض خلال مسيرته 172 نزالا، فاز في 108 وتعادل في 13 وخسر في 46. فاز بالضربة القاضية في 52 نزالا.

## روابط خارجية
- مايك مكتيجو على موقع بوكس ريك (الإنجليزية) (registration required)